# Eduard Uvíra
Eduard Uvíra (* 12. července 1961 Opava, Československo) je český hokejový trenér a bývalý československý hokejový obránce, který v nejvyšší hokejové lize vystřídal několik ligových týmů. Reprezentoval Československo na mnoha mezinárodních turnajích a získal zlatou medaili na Mistrovství světa 1985. Je otcem Sebastiana Uvíry, který hraje také hokej.

## Hráčská kariéra
Jeho prvoligová hokejová kariéra začala na severu Čech, v týmu CHZ Litvínov. Po první sezóně nastoupil základní vojenskou službu do Dukly Jihlava. Po návratu na sever Čech v Litvínově vydržel další dvě ligové sezóny, poté kvůli zdravotním problémům dcery přestoupil do Slovanu Bratislava, kde působil 5 ligových sezón. Po uvolnění hranic si vyzkoušel ligu v Německu, nejdříve hrál tři sezóny v druhé nejvyšší soutěži za EHC Freiburg, poté přestoupil do týmu nejvyšší německé hokejové soutěže EV Landshut, kde také ukončil svoji profesionální kariéru.
V reprezentaci odehrál 123 zápasů, ve kterých vstřelil 9 gólů. Na světových šampionátech získal jednu zlatou a dvě stříbrné medaile, ze Zimních olympijských her 1984 si přivezl stříbro.
- 1980-1981 Chemické závody Litvínov
- 1981-1982 HC Dukla Jihlava
- 1982-1983 HC Dukla Jihlava
- 1983-1984 Chemické závody Litvínov
- 1984-1985 Chemické závody Litvínov
- 1985-1986 Slovan CHZJD Bratislava
- 1986-1987 Slovan CHZJD Bratislava
- 1987-1988 Slovan CHZJD Bratislava
- 1988-1989 Slovan CHZJD Bratislava
- 1989-1990 Slovan CHZJD Bratislava
- 1990-1991 EHC Freiburg
- 1991-1992 EHC Freiburg
- 1992-1993 EHC Freiburg
- 1993-1994 EV Landshut
- 1994-1995 EV Landshut
- 1995-1996 EV Landshut
- 1996-1997 EV Landshut
- 1997-1998 EV Landshut

## Statistiky reprezentace
| Turnaj             | Místo konání                                     | Z  | G | A | B | Umístění         | Soupisky          |
| ------------------ | ------------------------------------------------ | -- | - | - | - | ---------------- | ----------------- |
| MS 1982            | Finsko (Tampere a Helsinky)                      | 10 | 0 | 2 | 2 | Stříbrná medaile | Soupiska MS 1982  |
| MS 1983            | Západní Německo (Mnichov, Dortmund a Düsseldorf) | 10 | 0 | 0 | 0 | Stříbrná medaile | Soupiska MS 1983  |
| ZOH 1984           | Jugoslávie (Sarajevo)                            | 7  | 1 | 1 | 2 | Stříbrná medaile | Soupiska ZOH 1984 |
| KP 1984            | Severní Amerika                                  | 5  | 0 | 1 | 1 | 5. místo v ZČ    | Soupiska KP 1984  |
| MS 1985            | Československo (Praha)                           | 10 | 0 | 3 | 3 | Zlatá medaile    | Soupiska MS 1985  |
| ZOH 1988           | Kanada (Calgary)                                 | 2  | 0 | 0 | 0 | 6. místo         | Soupiska ZOH 1988 |
| Celkem na MS (3x)  |                                                  | 30 | 0 | 5 | 5 |                  |                   |
| Celkem na ZOH (2x) |                                                  | 9  | 1 | 1 | 2 |                  |                   |

## Trenérská kariéra
Po skončení hráčské kariéry v Německu si našel práci u tamního hokeje, po návratu do Česka v roce 2006 se věnoval práci u juniorů HC Slezan Opava.